# Montfort (Doubs)
Montfort is een plaats en voormalige gemeente in het Franse departement Doubs in de regio Bourgogne-Franche-Comté en telt 90 inwoners (2009). De plaats maakt deel uit van het arrondissement Besançon.

## Geschiedenis
De gemeente maakte deel uit van het kanton Quingey tot dit op 22 maart 2015 werd opgeheven en Montfort werd opgenomen in het op die dag gevormde kanton Saint-Vit.
Op 1 januari 2017 fuseerde de gemeente met Pointvillers tot de commune nouvelle Le Val.

## Geografie
De oppervlakte van Montfort bedraagt 2,8 km², de bevolkingsdichtheid is dus 32,1 inwoners per km².
De onderstaande kaart toont de ligging van Montfort (Doubs) met de belangrijkste infrastructuur en aangrenzende gemeenten.

## Demografie
Onderstaande figuur toont het verloop van het inwonertal (bron: INSEE-tellingen).